# Aktywa obrotowe
Aktywa obrotowe – składniki majątku, które są przeznaczone do zbycia lub zużycia w ciągu 12 miesięcy od dnia bilansowego lub w ciągu normalnego cyklu operacyjnego właściwego dla danej działalności, jeżeli trwa on dłużej niż 12 miesięcy.
Do aktywów obrotowych zaliczane są:
- zapasy (rzeczowe aktywa obrotowe):
  - towary,
  - materiały,
  - produkty gotowe,
  - półprodukty i produkty w toku,
  - zaliczki na dostawy krótkoterminowe.

Rzeczowe aktywa obrotowe (zapasy) są przeznaczone do zbycia lub zużycia w ciągu 12 miesięcy od dnia bilansowego lub w ciągu normalnego cyklu operacyjnego właściwego dla danej działalności, jeżeli trwa ona dłużej niż 12 miesięcy. Zalicza się do nich:
- materiały podstawowe, tj. materiały zużywane w procesie produkcji wyrobów gotowych, w tym także opakowania związane z wyrobem gotowym,
- materiały pomocnicze, tj. środki czystości, materiały biurowe, narzędzia itp., które są przeznaczone do użycia na potrzeby własnej działalności gospodarczej,
- paliwo zużywane na cele technologiczne i transportowe,
- odpady użytkowe, które zostały przyjęte do magazynu,
- materiały w drodze, czyli materiały, za które jednostka otrzymała fakturę, a które do końca okresu sprawozdawczego nie zostały przyjęte do magazynu,
- wytworzone lub przetworzone przez jednostkę produkty gotowe (wyroby i usługi) zdatne do sprzedaży lub w toku produkcji,
- półprodukty oraz towary nabyte celem odsprzedaży w stanie nieprzetworzonym,
- zaliczki wypłacone dostawcom materiałów lub towarów[3].

Jednostka gospodarcza może pozyskać zapasy w drodze zakupu – płacąc za nie ceny nabycia, darowizny – szacując ich wartość, lub wytworzyć we własnym zakresie. W przypadku produkcji zapasów (np. wyrobów, usług) muszą być ustalone jednostkowe koszty wytworzenia.
Sposób kalkulacji kosztu wytworzenia składnika zapasów (wyrobu, usługi) zależy od typu produkcji, organizacji produkcji, dostępu do informacji oraz potrzeb odbiorców informacji. Według prawa bilansowego koszt wytworzenia powinien obejmować koszty bezpośrednie produkcji i uzasadnioną część kosztów pośrednich produkcji. Nie zalicza się do kosztu wytworzenia kosztów związanych z procesem sprzedaży produktów i ogólnym zarządzaniem jednostką gospodarczą, kosztów związanych z niewykorzystanymi zdolnościami produkcyjnymi strat produkcyjnych.
Przykład: w fabryce rowerów poniesiono koszty surowców 20 000 zł, koszty pracy pracowników produkcyjnych 20 000 zł, koszty utrzymania maszyn produkcyjnych 20 000 zł, koszty reklamy 50 000 zł, koszty utrzymania działu księgowości 50 000 zł. Wytworzono 100 szt. rowerów jednego rodzaju. Koszt wytworzenia wynosi 600 zł/szt.
- należności krótkoterminowe – należności z tytułu dostaw i usług niezależnie od terminu ich spłaty oraz należności z innych tytułów o terminie spłaty do 12 miesięcy, których nie zalicza się do aktywów finansowych,
  - z tytułu podatków, dotacji, ceł, ubezpieczeń,
  - inne (np. dochodzone na drodze sądowej),
- inwestycje krótkoterminowe, w tym krótkoterminowe aktywa finansowe:
  - aktywa finansowe – (płatne lub wymagane) aktywa pieniężne, które w ciągu 12 miesięcy mają być zbyte lub wystawione do sprzedaży: udziały lub akcje, inne papiery wartościowe, pożyczki,
  - środki pieniężne – w kasie i na rachunkach w banku, inne środki pieniężne (weksle, czeki obce, lokaty), inne aktywa pieniężne.
- krótkoterminowe rozliczenia międzyokresowe – nieprzekraczające 12 miesięcy liczonych od dnia bilansowego. Wiążą się z ponoszeniem wydatków, które niekiedy mogą dotyczyć nie tylko okresu bieżącego, lecz także okresów następnych. Sytuacja taka może mieć miejsce na przykład wtedy, gdy na początku roku dokonano zakupu usług, np. zapłacono z góry półroczny czynsz za lokal. Zaliczenie całości dokonanej opłaty w koszty jednego miesiąca spowodowałoby zbyt duże obciążenie wyniku finansowego w tym okresie. Rozwiązanie takie byłoby niezgodne z obowiązkiem stosowania w rachunkowości zasady współmierności przychodów i kosztów.

Aktywa obrotowe w każdej chwili mogą zostać zamienione na środki pieniężne z racji ich dużej płynności.